# Provincia di Milano
La provincia di Milano è stata una provincia italiana della Lombardia, a cui dal 2015 è subentrata la città metropolitana di Milano succedendo in tutti i rapporti attivi e passivi.

## Geografia fisica
La provincia di Milano era situata nella Lombardia centro-occidentale, nel tratto di alta Pianura Padana compreso tra il fiume Ticino a Ovest e il fiume Adda a Est. Il territorio era attraversato, oltre che dall'Adda e dal Ticino, anche dall'Olona, dal Lambro, dal Seveso, dalla rete dei Navigli milanesi (Naviglio Grande, Naviglio Martesana, Naviglio Pavese) e da alcuni torrenti (Lura, Bozzente, Molgora, Arno).
Nella sua configurazione territoriale degli anni dieci del XXI secolo, a nord confinava con la provincia di Varese e la provincia di Monza e Brianza, a est con la provincia di Bergamo, a sud est con la provincia di Cremona e la provincia di Lodi, a sud ovest con la provincia di Pavia, a ovest con la provincia di Novara (Piemonte), e inoltre comprendeva il comune di San Colombano al Lambro, un'exclave compresa tra le province di Lodi e Pavia.

## Storia

### La provincia di Milano tra Asburgo e Napoleone
La provincia di Milano nacque nel 1786 dalla divisione della Lombardia austriaca in province.
In età napoleonica, anno 1797, la provincia fu sostituita dal Dipartimento d'Olona. Nel 1816 fu ricreata come provincia del Regno Lombardo-Veneto, ma con l'esclusione del territorio di Pavia, organizzato in provincia autonoma.

### La provincia di Milano in Italia

Stemma provinciale prima della Grande guerra

La provincia fu confermata dal decreto Rattazzi del 1859 a guerra d’indipendenza in corso, mentre i suoi organi amministrativi e istituzionali entrarono in vigore nel 1860 a seguito della ratifica del trattato di Zurigo - che sancì il definitivo passaggio della Lombardia al Regno di Sardegna - e delle elezioni amministrative tenutesi in gennaio. Il territorio del nuovo ente riprendeva quello dell'omonima istituzione del Lombardo-Veneto, a cui furono aggiunte Abbiategrasso e Magenta, già in provincia di Pavia, e gran parte della soppressa provincia di Lodi e Crema. L’inclusione del territorio lodigiano, che non aveva nessuna giustificazione storica, fu voluta da Cavour per moderare le tendenze politiche troppe progressiste della metropoli aggregandovi un’ampia campagna più cattolica e quindi conservatrice.
Le prime elezioni provinciali furono indette il 2 gennaio 1860 e celebrate il 15 gennaio, applicando un sistema elettorale plurinominale o uninominale frazionato per mandamenti su base censuaria: il diritto di voto attivo fu riconosciuto solo all'un per cento della popolazione residente. I risultati furono proclamati il 25 gennaio in corrispondenza della nomina del primo Governatore (in tempi successivi divenuto Prefetto) nella persona del torinese Massimo d'Azeglio. Le elezioni videro un'affluenza pari a poco più di un terzo degli elettori aventi diritto di voto.
In quel periodo la provincia di Milano si estendeva su 2.992,5 km² ed era suddivisa in cinque circondari, frazionati a loro volta in 39 mandamenti o 498 comuni.
| Circondari                                                     | Mandamenti |
| -------------------------------------------------------------- | ---------- |
| I di Milano                                                    |            |
| di Milano Porta Garibaldi con Porta Tenaglia e Arco della Pace |            |
| di Milano Porta Nuova                                          |            |
| di Milano Porta Venezia con Porta Vittoria                     |            |
| di Milano Porta Romana con Porta Vigentina                     |            |
| di Milano Porta Ticinese con Porta Ludovica                    |            |
| di Milano Porta Magenta                                        |            |
| dei Corpi Santi di Milano                                      |            |
| di Milano                                                      |            |
| di Bollate                                                     |            |
| di Cassano d'Adda                                              |            |
| di Corsico                                                     |            |
| di Gorgonzola                                                  |            |
| di Locate di Triulzi                                           |            |
| di Melegnano                                                   |            |
| di Melzo                                                       |            |
| II di Lodi                                                     |            |
| I di Lodi                                                      |            |
| II di Lodi comuni                                              |            |
| III di Paullo                                                  |            |
| IV di Borghetto                                                |            |
| V di Sant'Angelo                                               |            |
| VI di Casalpusterlengo                                         |            |
| VII di Codogno                                                 |            |
| VIII di Maleo                                                  |            |
| III di Monza                                                   |            |
| Monza città                                                    |            |
| di Monza                                                       |            |
| di Barlassina                                                  |            |
| di Carate Brianza                                              |            |
| di Desio                                                       |            |
| di Vimercate                                                   |            |
| IV di Gallarate                                                |            |
| di Busto Arsizio                                               |            |
| di Gallarate                                                   |            |
| di Rho                                                         |            |
| di Somma Lombardo                                              |            |
| di Saronno                                                     |            |
| V di Abbiategrasso                                             |            |
| di Abbiategrasso                                               |            |
| di Binasco                                                     |            |
| di Cuggiono                                                    |            |
| di Magenta                                                     |            |

Stemma provinciale dopo la Grande guerra

Nel 1927 vennero distaccati 37 comuni (fra cui Gallarate, Saronno e Sesto Calende), che passarono alla nuova provincia di Varese. Nel 1936 il comune di Cantonale venne soppresso e aggregato al comune di Chignolo Po, appartenente alla provincia di Pavia.

Ritocco repubblicano dello stemma

Nel 1995 dal territorio della Provincia di Milano fu distaccata e creata la nuova provincia di Lodi, lasciando così 189 comuni nella Provincia. Nel 2009 è divenuta operativa anche la nuova provincia di Monza e della Brianza, alla quale aderiscono 55 comuni precedentemente inclusi nella provincia di Milano, un'area ad alta densità abitativa e superficie di circa 405 km²: essa comprende la città di Monza, parte del Monzese e i comuni dell'area geografica riconducibile alla bassa Brianza non comasca e non lecchese ovvero una parte della Brianza già Milanese (vedi Comuni della Brianza). Si possono considerare storicamente della bassa Brianza Milanese anche Comuni ancora in Provincia di Milano: Cinisello Balsamo, Cusano Milanino, Paderno Dugnano e Solaro; Basiano, Carugate, Cassano d'Adda, Grezzago, Pozzo d'Adda, Trezzano Rosa, Trezzo sull'Adda, Vaprio d'Adda.
Nel 2010 la Provincia di Milano ha celebrato il suo 150º anniversario con una serie di iniziative ufficiali ed un sito istituzionale dedicato.
Dal 1º gennaio 2015, in attuazione della legge del 7 aprile 2014 n. 56 recante "Disposizioni sulle città metropolitane, sulle province, sulle unioni e fusioni di comuni", la Provincia di Milano ha cessato di esistere in favore della Città metropolitana di Milano.

## Comuni

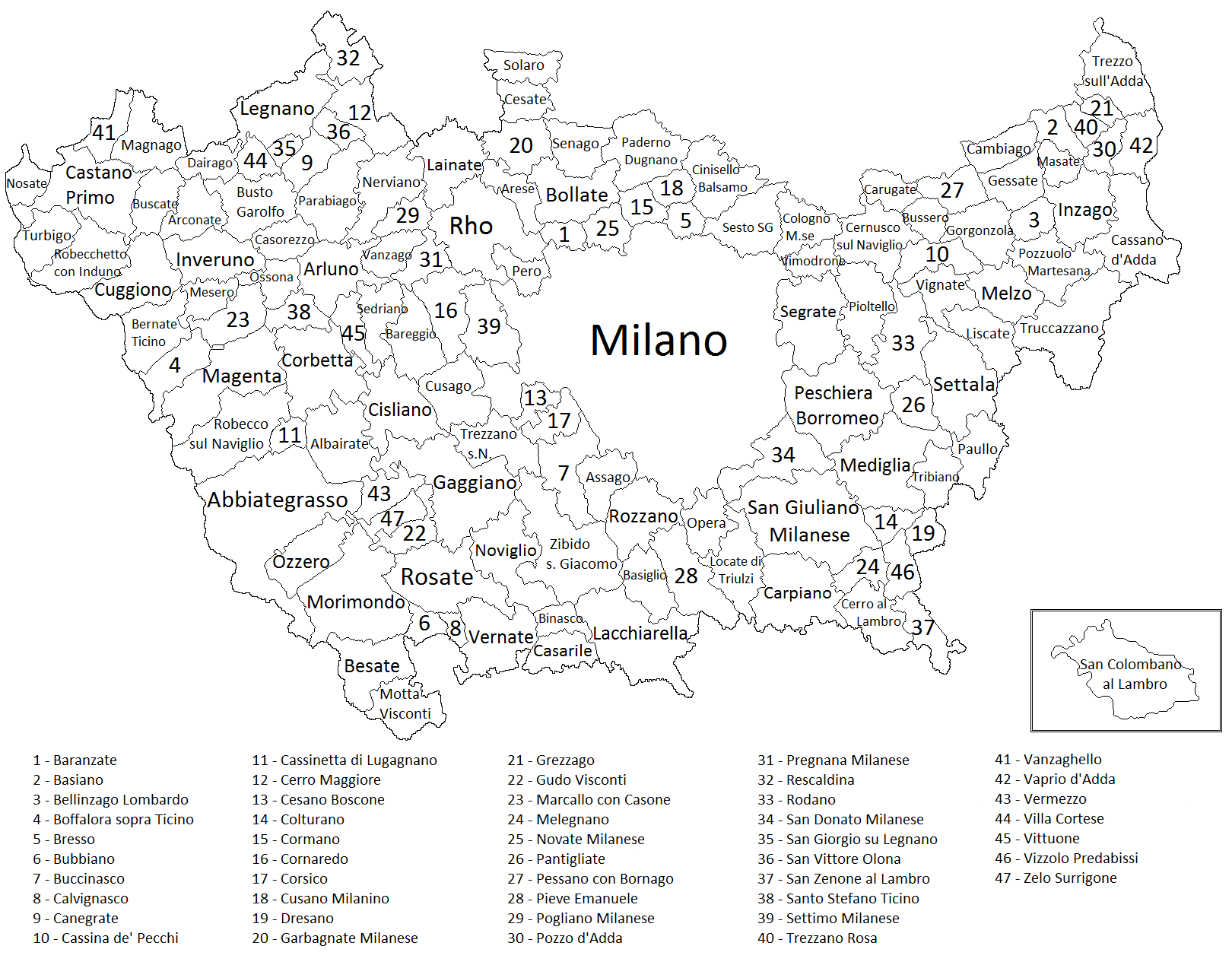
Comuni della Provincia di Milano

Dal 2009 al 2014 i comuni della provincia furono:
Abbiategrasso, Albairate, Arconate, Arese, Arluno, Assago, Baranzate, Bareggio, Basiano, Basiglio, Bellinzago Lombardo, Bernate Ticino, Besate, Binasco, Boffalora sopra Ticino, Bollate, Bresso, Bubbiano, Buccinasco, Buscate, Bussero, Busto Garolfo, Calvignasco, Cambiago, Canegrate, Carpiano, Carugate, Casarile, Casorezzo, Cassano d'Adda, Cassina de' Pecchi, Cassinetta di Lugagnano, Castano Primo, Cernusco sul Naviglio, Cerro al Lambro, Cerro Maggiore, Cesano Boscone, Cesate, Cinisello Balsamo, Cisliano, Cologno Monzese, Colturano, Corbetta, Cormano, Cornaredo, Corsico, Cuggiono, Cusago, Cusano Milanino, Dairago, Dresano, Gaggiano, Garbagnate Milanese, Gessate, Gorgonzola, Grezzago, Gudo Visconti, Inveruno, Inzago, Lacchiarella, Lainate, Legnano, Liscate, Locate di Triulzi, Magenta, Magnago, Marcallo con Casone, Masate, Mediglia, Melegnano, Melzo, Mesero, Milano, Morimondo, Motta Visconti, Nerviano, Nosate, Novate Milanese, Noviglio, Opera, Ossona, Ozzero, Paderno Dugnano, Pantigliate, Parabiago, Paullo, Pero, Peschiera Borromeo, Pessano con Bornago, Pieve Emanuele, Pioltello, Pogliano Milanese, Pozzo d'Adda, Pozzuolo Martesana, Pregnana Milanese, Rescaldina, Rho, Robecchetto con Induno, Robecco sul Naviglio, Rodano, Rosate, Rozzano, San Colombano al Lambro, San Donato Milanese, San Giorgio su Legnano, San Giuliano Milanese, San Vittore Olona, San Zenone al Lambro, Santo Stefano Ticino, Sedriano, Segrate, Senago, Sesto San Giovanni, Settala, Settimo Milanese, Solaro, Trezzano Rosa, Trezzano sul Naviglio, Trezzo sull'Adda, Tribiano, Truccazzano, Turbigo, Vanzaghello, Vanzago, Vaprio d'Adda, Vermezzo, Vernate, Vignate, Villa Cortese, Vimodrone, Vittuone, Vizzolo Predabissi, Zelo Surrigone, Zibido San Giacomo.

## Società

### Religione

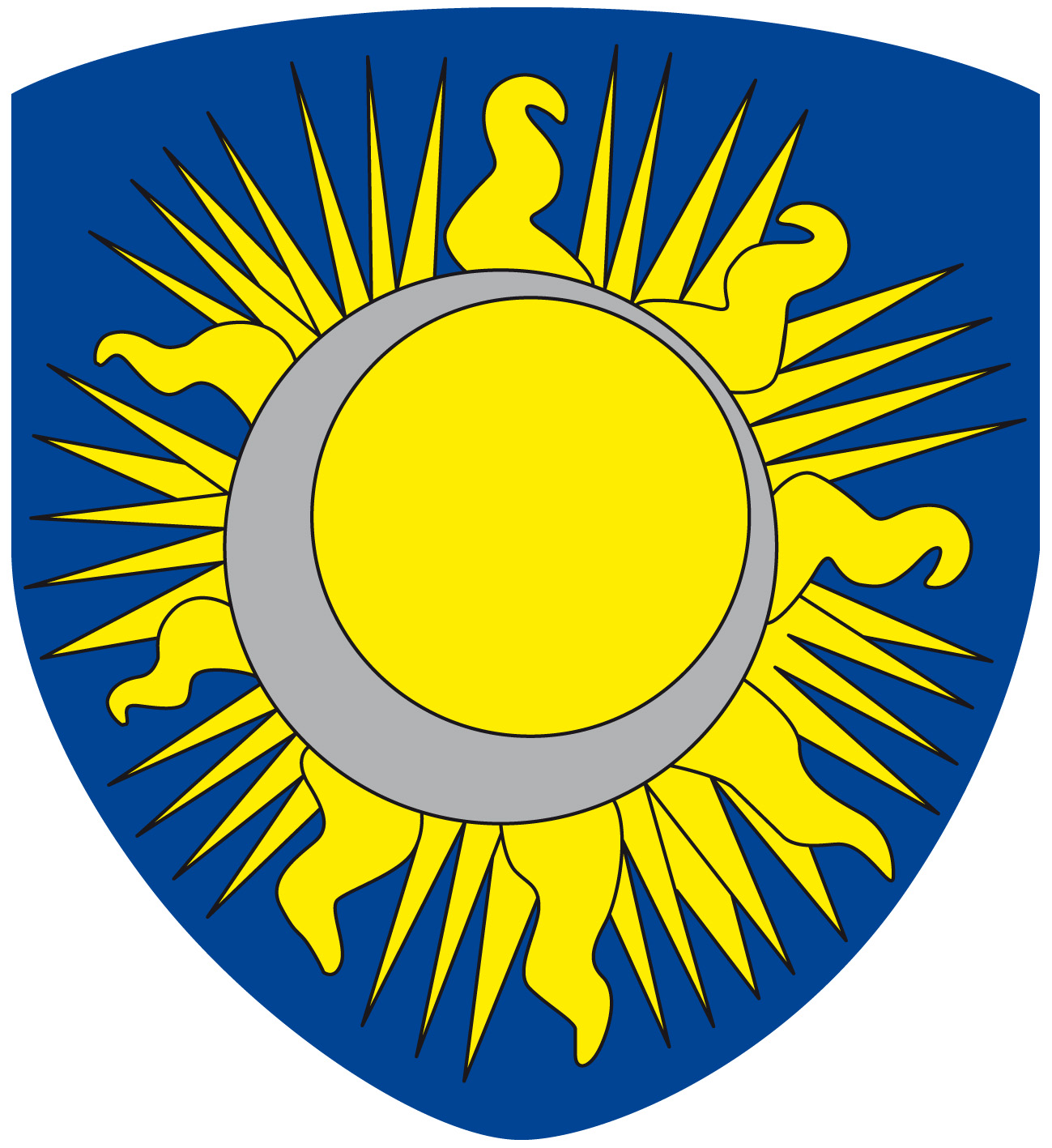
Stemma dell'abbazia di Mirasole degli Umiliati, ripreso dallo stemma della provincia di Milano

Quasi tutto il territorio finale della provincia di Milano faceva parte dell'arcidiocesi di Milano (ad eccezione di 7 comuni al confine con la provincia di Lodi, appartenenti alla diocesi di Lodi). La provincia di Lodi, staccatasi nel 1995, afferiva invece all’omonima diocesi, a testimonianza della sua storia distinta. I territori brianzoli e quelli staccati nel 1927 erano invece integralmente ambrosiani, essendo invece legati al capoluogo fin dall’antichità.

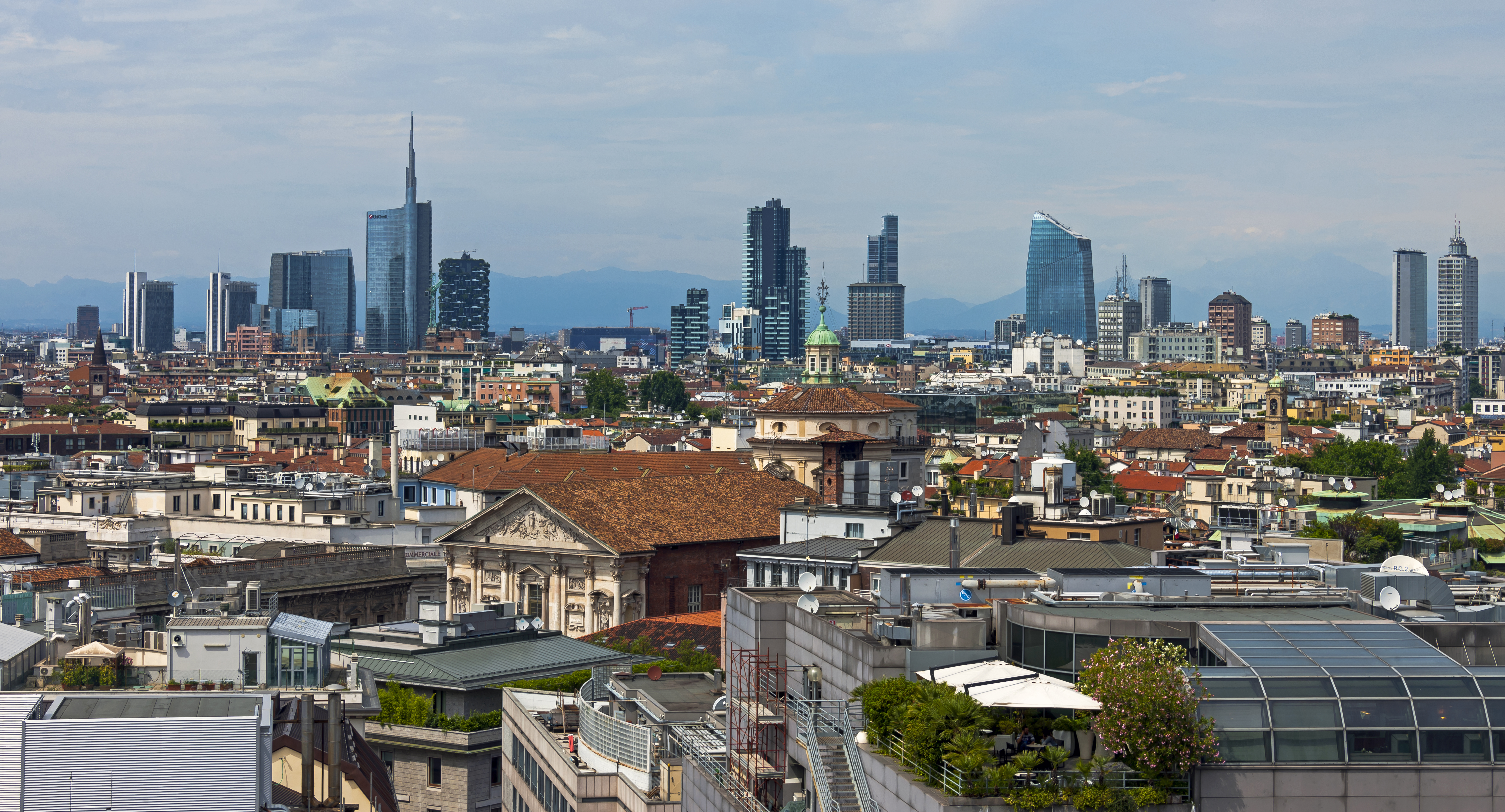
Panorama di Milano

### Economia
La provincia di Milano si situava nell'area economica più importante d'Italia: con 338.011 imprese attive nel 2005 questa area concentrava il 42,3% delle imprese lombarde ed il 6,6% delle imprese italiane attive ed operanti.
Questo elemento le consentiva di generare un alto livello di ricchezza: da sola concentrava il 10,3% del PIL nazionale ed annualmente produceva una ricchezza superiore ai 124 miliardi di Euro.
A partire dagli anni settanta, come è successo per tutti i centri urbani europei, la produzione industriale pesante ha lasciato spazio al settore dei servizi e alle attività terziarie, soprattutto quelle più qualificate e a più alto valore aggiunto, sviluppatesi in stretta connessione con le imprese produttive dell'area.
Nel corso degli anni 90, l'evoluzione tecnologica e la globalizzazione dell'economia hanno definitivamente modificato anche il suo tradizionale modello produttivo che portandolo su una fitta rete di imprese produttive di piccola e piccolissima dimensione, a cui si affianca un numero limitato di medio-grandi aziende.

### Natura
Questo ente era proprietario e gestiva il Parco dell'Idroscalo di Milano.

## Amministrazione

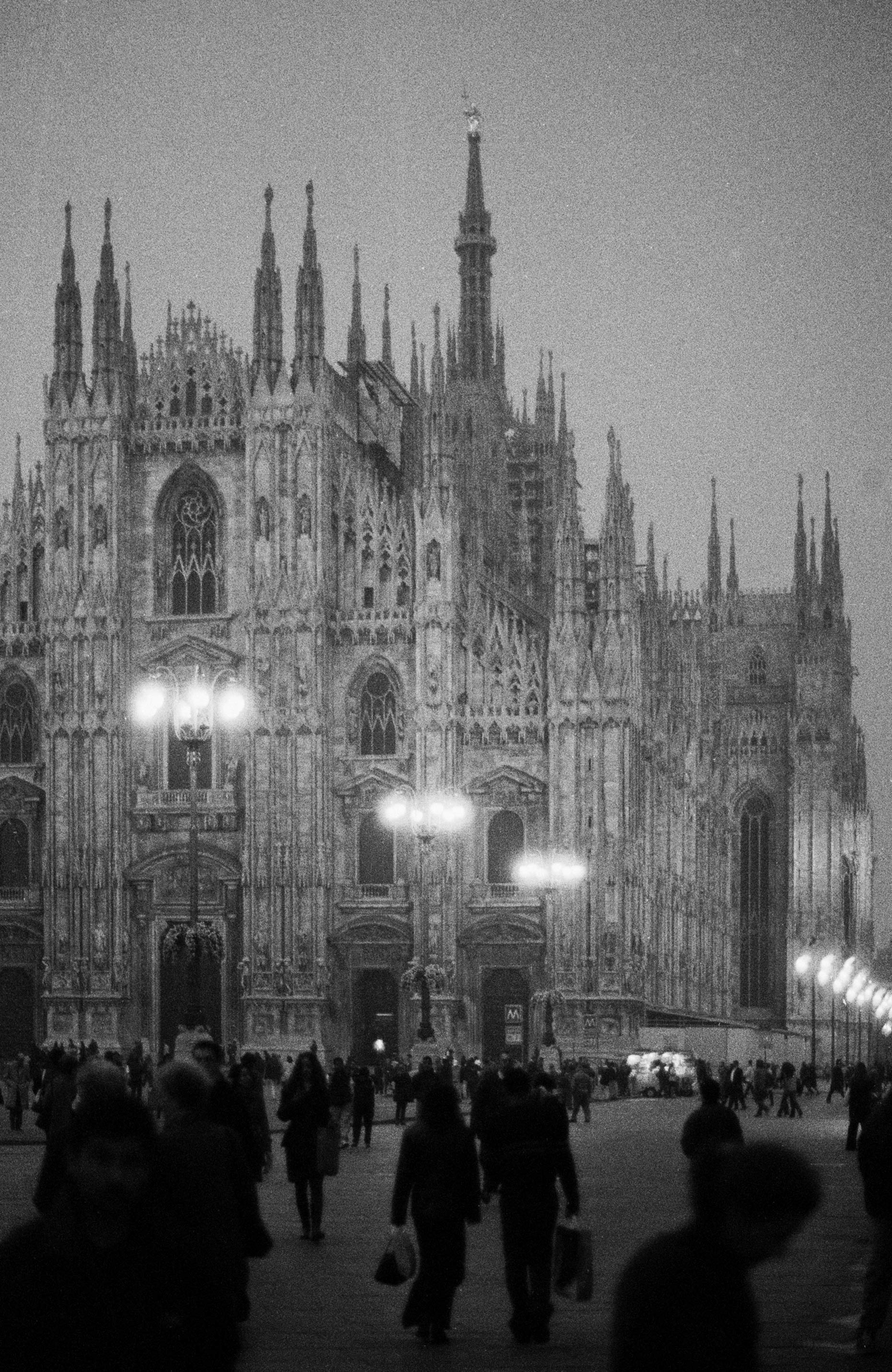
Piazza del Duomo a Milano nel 2001

| Prefetto                                     | Presidente del Consiglio               |
| Massimo d'Azeglio (1860-1861)                | Cesare Giulini della Porta (1860-1863) |
| Giulio Pasolini (1861-1862)                  | Cesare Giulini della Porta (1860-1863) |
| Salvatore Pes di Villamarina (1862-1868)     | Andrea Lissoni (1863-1875)             |
| Carlo Torre (1868-1876)                      | Andrea Lissoni (1863-1875)             |
| Cesare Bordesono di Rigras (1876-1878)       | Guido Borromeo (1875-1883)             |
| Luigi Gravina (1878-1880)                    | Guido Borromeo (1875-1883)             |
| Achille Basile (1880-1889)                   | Guido Borromeo (1875-1883)             |
| Presidente della Deputazione                 | Presidente del Consiglio               |
| Francesco Gorla (1889-1899)                  | Giuseppe Robecchi (1883-1898)          |
| Paolo Manusardi (1899-1918)                  | Tullo Massarani (1898-1902)            |
| Paolo Manusardi (1899-1918)                  | Pietro Carmine (1902-1913)             |
| Edgardo De Capitani Di Vimercate (1918-1920) | Filippo Meda (1913-1920)               |
| Nino Levi (1920-1922)                        | Enrico Gonzales (1920-1923)            |
| Sileno Fabbri (1922-1929)                    | Carlo Maria Maggi (1923-1925)          |
| Sileno Fabbri (1922-1929)                    | Baldo Rossi (1925-1926)                |
| Sileno Fabbri (1922-1929)                    | Carlo Maria Maggi (1926-1927)          |
| Prefetto                                     | Preside                                |
| Bruno Fornaciari (1930-1935)                 | Sileno Fabbri (1929-1931)              |
| Bruno Fornaciari (1930-1935)                 | Jenner Mataloni (1931-1935)            |
| Riccardo Motta (1935-1937)                   | Mario Belloni (1935-1938)              |
| Giuseppe Marzano (1937-1939)                 | Franco Marinotti (1938-1943)           |
| Giovanni Battista Marziali (1939-1941)       | Franco Marinotti (1938-1943)           |
| Carlo Tiengo (1941-1943)                     | Franco Marinotti (1938-1943)           |
| Oscar Uccelli (1943)                         | Franco Marinotti (1938-1943)           |
| Giovanni D'Antoni (1943)                     | Felice Vinci (commissario)             |
| Prefetto e Capo della Provincia              | Preside                                |
| Oscar Uccelli (1943-1944)                    | Pietro Bottini (1943-1945)             |
| Piero Parini (1944)                          | Pietro Bottini (1943-1945)             |
| Mario Bassi (1944-1945)                      | Pietro Bottini (1943-1945)             |
| Presidente della Deputazione                 | Presidente della Deputazione           |
| Luigi Fossati (1945-1946)                    | Luigi Fossati (1945-1946)              |
| Giovanni Battista Migliori (1946-1948)       | Giovanni Battista Migliori (1946-1948) |
| Giordano Dell'Amore (1948-1951)              | Giordano Dell'Amore (1948-1951)        |
| Presidente della Provincia                   | Presidente della Provincia             |
| Giordano Dell'Amore (DC) (1951-1952)         | Giordano Dell'Amore (DC) (1951-1952)   |
| Adrio Casati (1952-1965)                     | Adrio Casati (1952-1965)               |
| Erasmo Peracchi (1965-1974)                  | Erasmo Peracchi (1965-1974)            |
| Mario Bassani (1974-1975)                    | Mario Bassani (1974-1975)              |
| Roberto Vitali (PCI) (1975-1980)             | Roberto Vitali (PCI) (1975-1980)       |
| Antonio Taramelli (PCI) (1980-1983)          | Antonio Taramelli (PCI) (1980-1983)    |
| Novella Sansoni (PCI) (1983-1985)            | Novella Sansoni (PCI) (1983-1985)      |
| Ezio Riva (DC) (1985-1986)                   | Ezio Riva (DC) (1985-1986)             |
| Goffredo Andreini (PCI) (1986-1990)          | Goffredo Andreini (PCI) (1986-1990)    |
| Giacomo Properzi (PRI) (1990-1992)           | Giacomo Properzi (PRI) (1990-1992)     |
| Michele D'Elia (PLI) (1992)                  | Michele D'Elia (PLI) (1992)            |
| Goffredo Andreini (PRC) (1992-1994)          | Goffredo Andreini (PRC) (1992-1994)    |
| Massimo Zanello (LN) (1994-1995)             | Massimo Zanello (LN) (1994-1995)       |
| Presidente della Provincia                   | Presidente del Consiglio               |
| Livio Tamberi (PPI, 1995-1999)               | Emma Bassani (1995-1999)               |
| Ombretta Colli (FI, 1999-2004)               | Roberto Caputo (1999-2004)             |
| Filippo Penati (DS, 2004-2009)               | Vincenzo Ortolina (2004-2009)          |
| Guido Podestà (PdL, 2009-2014)               | Bruno Dapei (2009-2014)                |
| -------------------------------------------- | -------------------------------------- |